# Urban Pierius

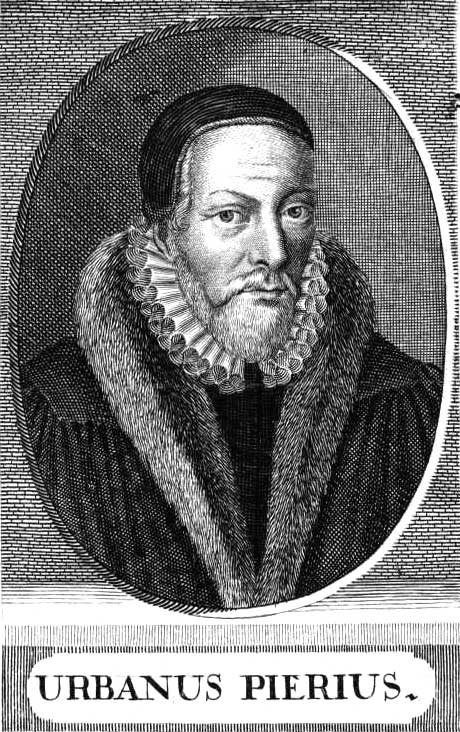
Urban Pierius

Urban Pierius, auch: Birnbaum (* um 1546 in Schwedt; † 12. Mai 1616 in Bremen) war ein deutscher evangelischer Theologe, Professor an den Universitäten Frankfurt/Oder und Wittenberg, Superintendent in Brandenburg an der Havel, Dresden und Bremen, Generalsuperintendent von Küstrin und dem sächsischen Kurkreis, Hofprediger in Dresden.

## Leben
Urban war ein Kind armer Eltern. Er besuchte zunächst auf Kosten des Grafen von Hohenstein das Gymnasium in Küstrin und studierte ab 1560 an der Universität Frankfurt (Oder). Während seines Studiums nahm er seinen ins Griechische übersetzten Nachnamen, Pierius, als Gelehrtennamen an und erwarb 1570 den akademischen Grad eines Magisters. Zunächst begann er ein Studium der Rechtswissenschaften, wechselte dann aber zu einem Theologiestudium.
Während dieser Zeit fand er Aufnahme an der philosophischen Fakultät der Universität, wo er 1572 die Professur für Philosophie übernahm. 1576 promovierte er unter dem Vorsitz von Andreas Musculus zum Doktor der Theologie, übernahm im Folgejahr das Rektorat der Universität und wurde Professor an der theologischen Fakultät. Obwohl er selbst die Konkordienformel unterschrieben hatte, trat er gegen diese auf. Lange blieb er aber nicht als Professor in Frankfurt (Oder). Denn er folgte schon im selben Jahr einem Ruf nach Brandenburg an der Havel, wo er als Oberpfarrer an der St.-Gotthardt-Kirche und als Superintendent wirkte.
Drei Jahre später, 1581, folgte er einer Berufung, als Generalsuperintendent nach Küstrin. Als Philippist machte er sich jedoch den Gnesiolutheranern verdächtig. Daraufhin wurde von ihm verlangt, seine Lehransichten von der Person Christi und dem Abendmahl 1586 vor dem Kurfürsten Johann Georg von Brandenburg zu bekennen. Auf Betreiben von Nikolaus Krell wurde er an den Hof von Christian I. von Sachsen, den er 1586 bereits persönlich kennengelernt hatte, nach Dresden als Superintendent und Hofprediger berufen.
In Sachsen machte er sich ebenfalls des Kryptocalvinismus verdächtig. Dennoch konnte sich Pierius behaupten und übernahm Ende 1590, nach dem Tod von David Voit, dessen Stelle in Wittenberg als Oberpfarrer an der Stadtkirche und Generalsuperintendent des sächsischen Kurkreises. Am 26. April 1590 übernahm er die erste Professur an der theologischen Fakultät der Universität Wittenberg. Obwohl seine Vorlesungen großen Anklang fanden, geriet er in einen hitzigen Streit mit den Diakonen an der Schlosskirche über den Exorzismus, bis diese aus ihrer lutherischen Überzeugung heraus die Stadt verließen.
Nach dem Tod von Christian I. von Sachsen begann dessen Nachfolger, der Administrator Friedrich Wilhelm von Sachsen-Weimar, wieder einen lutherischen Kurs einzuführen. Pierius, der als führender Vertreter des Kryptocalvinismus angesehen wurde, ging auf Anordnung des Regenten am 13. November 1591 in dem Schloss Wittenberg in Haft und wurde von seinen Ämtern suspendiert. Die Königin Elisabeth von England verwendete sich für ihn, da er 1588 ein Gedicht über den Untergang der spanischen Armada verfasst hatte.
Daraufhin wurde er 1593 aus der Haft entlassen und verließ das Kurfürstentum Sachsen, nachdem er sich verpflichtet hatte, nie wieder gegen lutherische Geistliche vorzugehen. Er begab sich dann nach Zerbst in Anhalt, fand dann eine Anstellung in Amberg als Pfarrer und folgte 1599 einem Ruf nach Bremen als Pastor und wurde 1604 Superintendent, welche Ämter er bis zu seinem Tode ausübte.

## Werke
- Examen und Erleuterung Der in der Leichpredigt, uber den enthäupten D. Nicolaum Krell gehalten, Fürgebrachten Newen Religions Streiten, eingestrewten falschen beschüldigungen und unerfindlichen Anklagen. Wessel, Bremen 1603. (Digitalisat).
- Abfertigung Des Ubiquistischen Predigers D. Philippi Nicolai zu Hamburg/ wegen seiner unbefügten zunötigung uber das Examen der Krellischen Leichpredigt. Wessel, Bremen 1603. (Digitalisat)
- Brevis Repetitio Doctrinae Orthodoxae De Persona Et Officio Christi, Tribvs Dispvtationibvs In Celeberrima Academia VVitebergensi publice propositae & explicatae. Lehmann, Wittenberg 1591. (Digitalisat)
- Ejus repetitio seu defensio contra Balthas. Menzerum.
- Confessio publica.
- Typus doctrinae orthodoxae de persone & officio Christi. Wittenberg 1591.
- Klagpredigt, Uber den Tödtlichen, jedoch Christlichen vnnd Gottseligen Abgang deß Weiland Durchleuchtigsten Hochgebornen Fürsten vnnd Herrn, Herrn Christians, Hertzogen zu Sachsen deß heiligten Römischen Reichs Ertzmarschalln vnnd Churfürsten. Lehman, Wittenberg 1591.
- Formulae precum.
- Disputatio ex Peripateticorum sententia de animaesentientis facultate interiori, seu de sensibus interioribus, ut vulgò nominant. (Rsp. Michael Haslob) Frankfurt (Oder) 1572. (Digitalisat)
- Bericht Von der Christlichen Tauffe einer gebornen Tuerckin, WJe dieselbe in oeffentlicher Versamlung zu Amberg ihres Glaubens Bekaentniß gethan vnnd darauf getaufft worden. Neben&Ketzel, Lich 1600. (Digitalisat)